# Comtat de Pallars Jussà
El comtat de Pallars Jussà sorgí de la divisió del comtat de Pallars entre els fills del comte Sunyer I de Pallars, mort el 1011: Ramon IV de Pallars Jussà (1011-1047) i Guillem II de Pallars Sobirà (1011-1035)

## Territori
El comtat de Pallars Jussà comprenia la vall del Flamisell, la vora esquerra de la Noguera Ribagorçana i territoris de La Pobla de Segur, fent frontera amb el territori de domini àrab de la conca de Tremp.

## El comtat durant elseglexi
Ramon IV de Pallars Jussà, primer comte de Pallars Jussà, es casà en primeres núpcies amb Major de Castella, que era parenta pròxima seva. Per aquesta raó, el matrimoni fou anul·lat, i es maridà per segon cop amb Ermessenda. Aquesta parella fruità tres fills: Sunyer, Ricarda i Ramon, que seria el futur comte Ramon V de Pallars Jussà.
Ramon V de Pallars Jussà va esdevenir comte el 1047, i ho fou fins al 1098. Fou un comte feble, pel costat de llevant i sud superat per l'emprenedor Arnau Mir de Tost, que des del comtat d'Urgell arrabassà als sarraïns tota la Conca Dellà, i pel nord, constantment assetjat pel seu cosí, Artau I de Pallars Sobirà. Es casà el 1056 amb Valença, filla d'Arnau Mir de Tost i Arsenda d'Àger, acció que el reforçà considerablement. Els seus fills, Arnau Ramon, Pere Ramon i Bernat Ramon, foren tots tres comtes de Pallars Jussà. Els dos primers, en condomini. El tercer, a partir del 1113, després de la mort de tots dos, com s'exposa més endavant.

## Crisi del poder comtal
El Pallars Jussà, on, cap a l'any 1000, s'havia desplaçat el centre econòmic del Pallars (per la seua facilitat en els conreus), al voltant sobretot de La Pobla de Segur i de Tremp, era una zona rica i amb possibilitats d'expansió pel Montsec, la frontera amb el califat cordovès; tanmateix, aquestes expectatives es frustraren perquè Ramon IV de Pallars Jussà negligí la lluita contra els sarraïns deixant-la en mans del baró urgellenc Arnau Mir de Tost, i així, quedà encerclat entre el comtat de Pallars Sobirà, la Ribagorça i el comtat d'Urgell. El fill i successor de Ramon IV de Pallars Jussà, Ramon V de Pallars Jussà (1047-1098), fou feble davant dels atacs del seu cosí Artau I de Pallars Sobirà (1049-1081), dels comtes d'Urgell i del clan nobiliari dels Vallferrera.

## La revolució feudal
Al Pallars, durant el segle xi, la destrucció violenta del poder comtal pels nobles revoltats va desenvolupar-se arran dels atacs militars dirigits contra Ramon V de Pallars Jussà (1047-1098), pel seu cosí Artau I de Pallars Sobirà (1049-1081) i pel comte Ermengol III d'Urgell, amb ambicions sobre la regió de la Conca de Tremp, per així controlar la frontera amb l'emirat de Larida.
Com que la part jussana era la regió més rica i més poblada del territori, els nobles del Pallars Sobirà, àrea pobra i muntanyosa, volien enderrocar el poder comtal per imposar el seu ban a les terres baixes; Artau I, doncs, en la seva guerra contra Ramon V, actuà no pas com a titular de la potestas comtal, sinó com a cabdill dels nobles feudals, l'objectiu dels quals sempre era cometre actes de pillatge contra les comunitats rurals i arrabassar-los els seus drets de franquesa o d'immunitat.
L'acció combinada d'Artau I, els nobles del Pallars Sobirà i Ermengol III posà Ramon V en una situació crítica, ja que perdé la majoria de les seves fortaleses i, fins i tot, la seva capital, Segur, aleshores, al Pallars Jussà mateix; molts nobles aprofitaren l'extrema feblesa del comte per fer-li renunciar als seus drets sobre ells, imposant-li la concertació de convenientiae, en què Ramon V es prohibia d'entrar a fortaleses que ell mateix havia concedit en feu als seus nobles, alguns dels quals, com els Vallferrera, arribaren a trair-lo passant-se a Artau I.
Al final, però, quan el poder de Ramon V semblava del tot anihilat, el comte de Pallars Jussà va aconseguir restablir, en part, la seva autoritat gràcies a l'ajut militar dels sarraïns, segurament abans de la mort d'Artau I (1081). La pau va mantenir-se, ja que, segons consta a les fonts de l'època, Artau II de Pallars Sobirà (1081-1124), fill i successor d'Artau I, no guerrejà contra els comtes de Pallars Jussà.

## El comtat durant elseglexii
El 1055, Ramon V de Pallars Jussà acordà casar-se amb Valença, filla d'Arnau Mir de Tost i Arsenda d'Àger, la qual hauria aportat en dot el domini de tota la Conca de Tremp; els seus fills -Pere Ramon I de Pallars Jussà (1098-1113) i Arnau Ramon I de Pallars Jussà (1098-1111)- regiren el comtat en cogovern; a la seva mort, els succeí el seu germà Bernat Ramon I de Pallars Jussà (1112-1124), el qual va col·laborar en les campanyes del comte Ramon Berenguer III de Barcelona contra la ciutat àrab de Lleida i potser va morir en la batalla de Corbins (1124); el succeí el seu nebot Arnau Mir de Pallars Jussà (1124-1174), fill d'Arnau Ramon I.
Al Pallars Jussà, el comte Arnau Mir (1124-1174) s'havia mogut en l'òrbita del rei Alfons el Bataller d'Aragó, i, després de la retirada de Ramir II el Monjo (1137), en les negociacions en què havia pres part, va ser un fidel aliat de Ramon Berenguer IV -participà en les expedicions d'Almeria, Lleida i Tortosa- i, després, d'Alfons I el Cast, que li confià la ciutat de Fraga en recompensa als seus serveis: Arnau Mir havia signat com a testimoni la carta de població de Lleida (gener de 1150), així com el tractat de Tudellén (gener del 1151), el testament de Ramon Berenguer IV (octubre de 1162) i l'escriptura de cessió del Regne d'Aragó per Peronella d'Aragó a Alfons el Cast. Vers 1161, el comte Arnau Mir va impulsar la fundació de Vilanova de Pallars o Palau de Noguera, localitat a la qual atorgà una carta de franquícies el 1168.
El fill i successor d'Arnau Mir, Ramon VI de Pallars Jussà (1174-1177), ignorà la disposició testamentària del seu pare de reconèixer l'alta senyoria de l'orde de l'Hospital sobre el Pallars Jussà.

## L'annexió del comtat a Barcelona
Ramon VI es va morir deixant una única hereva, la seva filla Valença de Pallars Jussà, posada sota tutela d'Alfons el Cast. Al seu torn, però, Valença va morir sense fills, i el comtat passà a Dolça de So, filla de Bernat Ramon I i, doncs, cosina germana d'Arnau Mir, la qual, el 1192, feu donació del comtat a Alfons el Cast.

## Comtes de Pallars Jussà (seglesxiixii)
- Ramon IV de Pallars Jussà (1011-1047)
- Ramon V de Pallars Jussà (1047-1098)
- Arnau Ramon I de Pallars Jussà (1098-1111)
- Pere Ramon I de Pallars Jussà (1098-1113)
- Bernat Ramon I de Pallars Jussà (1113-1124)
- Arnau Mir de Pallars Jussà (1124-1174)
- Ramon VI de Pallars Jussà (1174-1178)
- Valença de Pallars Jussà (1178-1182)
- Dolça de So (1182-1192)